# São Vicente (Braga)
São Vicente es una freguesia portuguesa perteneciente al municipio de Braga. Posee un área de 1,42 km² y una población total de 12 162 habitantes (2001). La densidad poblacional asciende a 8 564,8 hab/km².
- Datos: Q1792814
- Multimedia: São Vicente (Braga) / Q1792814